# Карвер (округ, Міннесота)
Шаблон:StateAbbr_ 44°49′ пн. ш. 93°48′ зх. д. / 44.82° пн. ш. 93.8° зх. д.
Округ  Карвер (англ. Carver County) — округ (графство) у штаті  Міннесота, США. Ідентифікатор округу 27019.

## Історія
Округ утворений 1855 року.

## Демографія
За даними перепису 
2000 року 
загальне населення округу становило 70205 осіб, зокрема міського населення було 54294, а сільського — 15911.
Серед мешканців округу чоловіків було 35094, а жінок — 35111. В окрузі було 24356 домогосподарств, 18774 родин, які мешкали в 24883 будинках.
Середній розмір родини становив 3,26.
Віковий розподіл населення поданий у таблиці:
| Стать    | До 15 років | 15-21 | 22-29 | 30-39 | 40-49 | 50-65 | 65-85 | Понад 85 |
| -------- | ----------- | ----- | ----- | ----- | ----- | ----- | ----- | -------- |
| Чоловіки | 9591        | 3237  | 2901  | 6669  | 6246  | 4257  | 2004  | 189      |
| Жінки    | 9213        | 2996  | 2840  | 6986  | 5934  | 4089  | 2515  | 538      |

## Суміжні округи
- Райт — північ
- Ганнепін — північний схід
- Скотт — південний схід
- Сіблі — південний захід
- Маклеод — захід

## Виноски
1. ↑  US Decennial Census. US Census Bureau. Архів оригіналу за 12 квітня 2013. Процитовано 6 жовтня 2014.
2. ↑  Historical Census Browser. University of Virginia Library. Архів оригіналу за 11 серпня 2012. Процитовано 6 жовтня 2014.
3. ↑  Population of Counties by Decennial Census: 1900 to 1990. US Census Bureau. Архів оригіналу за 4 серпня 2014. Процитовано 6 жовтня 2014.
4. ↑  Census 2000 PHC-T-4. Ranking Tables for Counties: 1990 and 2000 (PDF). US Census Bureau. Архів оригіналу (PDF) за 18 грудня 2014. Процитовано 6 жовтня 2014.
5. ↑  State & County QuickFacts. Бюро перепису населення США. Архів оригіналу за 8 липня 2011. Процитовано 31 серпня 2013.(англ.) Наведено за англійською вікіпедією.
6. ↑  American FactFinder. Бюро перепису населення США. Архів оригіналу за 29 липня 2011. Процитовано 31 січня 2008.

| США | Це незавершена стаття з географії США. Ви можете допомогти проєкту, виправивши або дописавши її. |